# 미야노하라촌
미야노하라촌(宮野原村)은 니가타현 나카우오누마군에 설치되었던 촌이다. 현재의 쓰난정에 해당한다.